# شركة جبل عمر للتطوير
شركة جبل عمر للتطوير هي شركة مساهمة سعودية، تأسست في الثامن عشر من أكتوبر عام 2006، برأس مال يبلغ ستة مليارات وسبعمئة وأربعة عشر مليون ريال سعودي، تقوم شركة جبل عمر للتطوير بأعمال تطوير وتعمير منطقة جبل عمر الوقعة بجوار ساحة المسجد الحرام من جهة الغرب، بالإضافة إلى امتلاك وتطوير وإدارة واستثمار وبيع وتأجير العقارات وقطع أراضي بمكة المكرمة.
وفي عام 2011 تمت زيادة رأسمال الشركة لتصبح 9,294,000,000 
وفي 16 نوفمبر 2023 باعت أول أصولها في مكة بـ140 مليون دولار ضمن إعادة الهيكلة لسداد ديون مستحقة عليها

## المساهمات
تسعى الشركة في منح زوارها تجربة فريدة من نوعها، وتستضيف مايقارب 36,000 ضيف سنوياً وما يزيد عن 100,000 زائر خلال موسم الحج، وإلى إثراء الرحلة الدينية والتجربة الثقافية، وتوفير منتجات تراثية في معارضها الإسلامية.

## الجوائز
توجت شركة جبل عمر بعدة جوائز عبرت عن نجاحها منها:
- جائزة مكة للتميز.[9]
- جائزة قيادة التميز المعماري السعودي.[10]
- جائزة فوربس الشرق الأوسط كأفضل مطور عقاري رئيسي.[11]
- جائزة أفضل اداء في قطاع السلامة للمشاريع الريادية.[12]
- جائزة الشركة الأكثر ابتكارا للعقارات السعودية 2017.[13]
- جائزة العقار الدولية كأفضل تصميم عالمي في مجال الفنادق.[14]